# Плерома (мистецький часопис)
«Плерома» — український мистецький часопис із проблем культурології, теорії мистецтва та філософії, який нерегулярно виходив друком в Івано-Франківську з 1996 по 1998 роки. Містить мистецтвознавчі есе, статті та художні тексти. Керівник проєкту та головний редактор — Володимир Єшкілєв.

## Редакційна група
- Головний редактор — Володимир Єшкілєв[1].
- Заступник головного редактора — Олег Гуцуляк[1].
- Автори — Олександр Кац, Володимир Чернявський, Павло Підопригора, Любов Семенкова, Орест Щезняк[1].

## Проєкти часопису
- «Делоський нирець»
- «Процес»
- «Повернення деміургів»

## Випуск 1-2
Перший випуск журналу був надрукований тиражем 1 000 примірників. Кількість сторінок — 81. До часопису увійшли статті, есе та твори Володимира Єшкілєва, Олександра Каца, Юрія Іздрика, Ярослава Яновського, Ростислава Котерліна, Збігнєва Анатольського, Жана-Франсуа Ліотара й Олега Гуцуляка.

## Випуск 3
Третій спеціальний випуск часопису вийшов друком 1998 року. Він відомий як проєкт «Повернення деміургів», або Мала українська енциклопедія актуальної літератури (МУЕАЛ). Над виданням працювали Володимир Єшкілєв, Юрій Андрухович і Юрко Іздрик.
Редакційна група журналу створила хрестоматійний додаток із малознаними й відомими авторами та їхніми творами. Сюди увійшли художні тексти Грицька Чубая, Олега Лишеги, Миколи Рябчука, Володимира Яворського, Наталки Білоцерківської, Тараса Федюка, Богдана Жолдака та інших. Крім того, була проведена робота над глосарійним корпусом.

## Критика
З часу виникнення журналу кількість друкованих відгуків на його діяльність становить понад 100. Літературознавець Ростислав Семків зауважував на розпіареності часопису, що й спричинило масову хвилю уваги до часопису. Шквал обговорень спричиняли інколи некоректні висловлювання на сторінках журналу та псевдонауковість. Водночас як зазначає Ростислав Семків, автори не намагалися демонструвати наукові твердження. Мистецький часопис був ще однією формою гри для «станіславського феномену».
|                    | ...нам начебто промовляють, що насправді ніякого феномену немає, це лише гра, лише прикидання — до всього сказаного не слід ставитися надто серйозно... За самоіронію я ціную пана Єшкілєва і Станіславські проекти найбільше. |
| — Ростислав Семків | |

Українська літературознавиця Оксана Кузьма зазначила, що часопис «Плерома» став «віддзеркаленням розвитку постмодерного дискурсу в сучасній українській літературі».